# Medicinska škola Zenica
Medicinska škola u Zenici je jedna od dvanaest srednjih škola u Gradu Zenica. Osnovana je 1959. godine. Današnja Medicinska škola nasljednica je nekadašnje Medicinske škole „Desanka Todić”.
U školi se obrazuju učenici za dva stručna zvanja, i to:
1. Medicinska sestra — tehničar (23 odjeljenja;[1] 41 predmet)[2]
2. Zubni tehničar (4 odjeljenja;[1] 24 predmeta)[3]

U školskoj 2017/18. godini Medicinska škola u Zenici upisuje i vanredne učenike za stručno zvanje „medicinska sestra — tehničar”.
Adresa škole je Crkvice bb, 72000 Zenica. Direktor je Selvir Hadrović, a broj osoblja 81.

## Spoljašnje veze
- Zvanični veb-sajt